# Félix Sánchez
Félix Sánchez (født 30. august 1977 i New York City, New York, USA) er en amerikansk atletikudøver (hækkeløber), der på grund af forældrenes afstamning stiller op for Den Dominikanske Republik. Sánchez' favoritdisciplin er 400 meter hæk, hvor han ved OL i Athen 2004 vandt guld. I VM-sammenhæng er det også blevet til to guldmedaljer, i 2001 og 2003.